# Кислякова Галина Тихонівна
Галина Тихонівна Кисляко́ва (нар. 8 жовтня 1931, Владивосток — пом. 21 квітня 2011, Київ) — українська художниця; член Спілки радянських художників України з 1964 року.

## Біографія
Народилася 8 жовтня 1931 року у місті Владивостоці (нині Росія). Протягом 1949—1954 років навчалася у Київському училищі прикладного мистецтва, була ученицею Сергія Колоса, Бориса Лобановського, Євгена Святського. Дипломна робота — гобелен «Дівчинка кормить гусей».
Жила в Києві, в будинку на вулиці Раїси Окіпної, № 7а, квартира № 150. Померла в Києві 21 квітня 2011 року.

## Творчість
Працювала у галузях станкової і поліграфічної графіки (створювала плакати, листівки, діафільми), монументального і станкового живопису (авторка сюжетних композицій, портретів, пейзажів, натюрмортів). Серед робіт:
живопис
- «Автопортрет» (1953; 1980);
- «Соня» (1997);
- «Крокуси» (1997);
- «Білий натюрморт» (1998);
- «Тюльпани» (2000);
- «Київ» (2000);
- «Натюрморт із бананами» (2001);
- «Коні» (2002);
- «Оранта» (2004);
- «Ярослава» (2005);
- «Мчать коні» (2006);
- «Міська мадонна» (2006);
- «Ню» (2008);
- «Захід сонця на хуторі» (2009);
- серія «Пори року» (2009);

плакати
- «1 червня — Міжнародний день захисту дітей» (1959—1960);
- «Спасибі партії скажемо за те, що у нас золоте дитинство» (1960);
- «8 Березня» (1961);
- «Землю напоїмо — урожай подвоїмо» (1962);
- «Як посієш — так пожнеш» (1962);
- «Кожному учню — виробничу професію!» (1963);
- «І на оновленій землі» (1964);
- «У день жіночих іменин — від імені усіх чоловіків» (1965);
- «І зернини на стерні не залишили мені» (1965);
- «Землю напоємо — урожай подвоємо» (1966);
- «Пам'ятаємо» (1967);
- «Володимир Ленін в Карпатах» (1970);
- «КПРС — наш кермовий» (1971);
- «8 Березня — Міжнародний жіночий день» (1972, 1976, 1978);
- «Щастя, здоров'я, трудових успіхів у новому році!» (1973);
- «Щасливі, єдині в радянській родині» (1977);
- «60 років Комуністичній партії України» (1978);
- «Слався, праця шахтаря!» (1980);
- «Мир кожному дому» (1982; 3-я премія на Республіканському конкурсі політичного плакату);
- «Хай щастить» (1989);
- «Місто» (2000);
- «Вітер в гривах» (2002);
- «Вічна юність нашого прадавнього міста» (2003);

станкова графіка
- «Парк у Паланзі» (1964);
- «Стара Клайпеда» (1964);
- «Ю. Коваленко» (1965);
- «Танець» (1966);
- «Міський мотив» (1970);
- «Київські мости» (1971);
- серія «Геометрія кольору» (1971);
- «Зимовий пейзаж. Київ» (1974);
- «Морозяний день» (1976);
- «Натюрморт із лимоном і апельсином» (1977);
- «Седнів. Козацька церква» (1978);
- серія «Плавні лінії» (1979);
- «Весна у Софіївці» (1984).

Виконала також кіноплакат до фільму «Кінець агента» (1968).
Співавторка мозаїчного панно кінотеатру імені Довженка в Києві 1960—1961; разом з К. В. Раскіною).
Брала участь у республіканських та зарубіжних виставках з 1958 року, всесоюзних — з 1959 року. Персональні виставки відбулися у Києві у 1989, 1992, 1998, 2000–06, 2008—2009 роках, Нью-Джерсі (США) у 1993 році. У 1967 році нагороджена бронзовою медаллю Виставки досяннень народного господарства Української РСР.
Окремі роботи зберігаються у Національному художньому музеї України, Національному музеї українського народного декоративного мистецтва, Національному музеї історії України у Києві, Вінницькому краєзнавчому музеї.